# Abadie-Rocher-Zeichen
Das Abadie-Rocher-Zeichen (fälschlich auch: Abadie-Zeichen) ist eine nach dem französischen Neurologen Joseph Louis Irenée Jean Abadie (1873–1934) und dem französischen Arzt Rocher zumindest seit 1905 benannte fehlende Druckunempfindlichkeit der Achillessehne, die bei Syphilis auftreten kann. Zugrunde liegt die bei der Tabes dorsalis bestehende Störung der Tiefensensibilität.
Siehe auch: Abadie-Zeichen